# Зез Конфрі

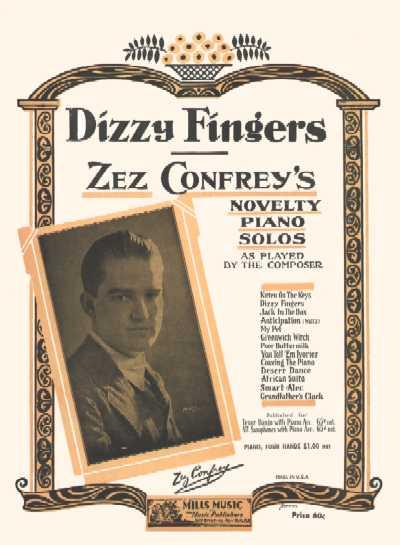
Обкладинка нот «Запаморочені пальці» Зеза Конфрі.

Едвард Елзіер «Зез» Конфрі (3 квітня 1895 —  22 листопада 1971) — американський композитор-піаніст в стилях джаз та регтайм. Його найвідомішими творами є «Котеня на клавіатурі» («Kitten on the Keys») та «Запаморочені пальці» («Dizzy Fingers»).

## Життя та кар'єра
Народився у містечку Перу, штат Іллінойс, Сполучені Штати, як наймолодша дитина Томаса та Маргарет Конфрі. З дитинства бажав постати концертним виконавцем, тому навчався у Чиказькому музичному коледжі і брав приватні уроки. З 1916 р. — штатний піаніст компанії Witmarks в Чикаго.
Після Першої світової війни став піаністом та аранжировщиком компанії QRS, яка робила піано-ролики для механічних піаніно. Також виконував мелодії для компанії AMPICO Company, яка теж виготовляла піано-ролики для таких, приміром, піаніно, як Mason & Hamlin, Chickering та ін. Його композиция «Котеня на клавіатурі», яка вийшла у 1921 році, стала хітом, після чого він написав багато інших творів у жанрі регтайму. Проте його найбільшим бестселером був інший твір, «Запаморочені пальці» (1923).
Після 1920-х рр. він дедалі більше писав для джаз-бандів. Після Другої світової війни він закінчив працю, але продовжував час від часу писати нові твори аж до 1959 року. Помер у м. Лейквуд, штат Нью-Джерзі після тривалої хвороби Паркінсона у віці 76 років. Залишив після себе більше сотні творів для піаніно, мініатюрних опер та пісень, а також піано-роликів для механичного піаніно, музичних публікацій та записів.

## Вибрана дискографія
- Zez Confrey: Creator of the Novelty Rag, Zez Confrey (1976)
- The Dancing Twenties, Various Artists (1976)
- The Piano Roll Artistry of Zez Confrey, Zez Confrey (1982)
- Kitten on the Keys: The Piano Music of Zez Confrey, (1983, Dick Hyman)